# Usłonecznienie

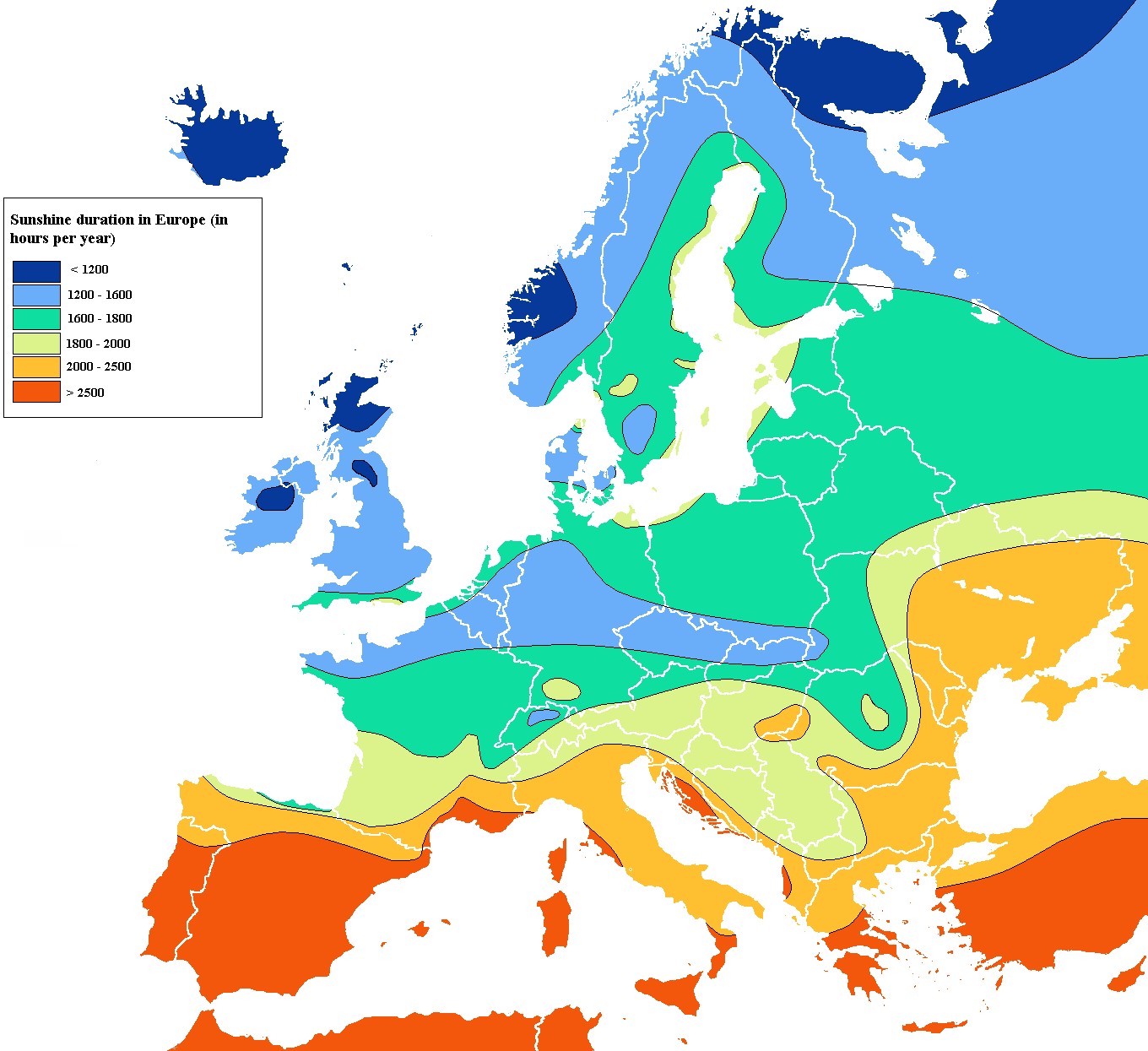
Mapa przedstawiająca usłonecznienie Europy. Większość obszaru Polski obejmują izohele oznaczające 1600 i 1800 godzin na rok.

Usłonecznienie – sumaryczny czas (w godzinach) w danym okresie (w ciągu doby, miesiąca lub roku), podczas którego na określone miejsce na powierzchni Ziemi padają bezpośrednio promienie Słońca. Do pomiaru usłonecznienia służy urządzenie zwane heliografem.

## Terminologia
Wyróżnia się usłonecznienie:
- możliwe – czas od wschodu do zachodu Słońca[1], przy czym może on uwzględniać lub nie stopień zakrycia horyzontu w danym punkcie[2];
- rzeczywiste – rzeczywista suma godzin słonecznych w ciągu doby zależna od długości dnia, stopnia zakrycia horyzontu i wielkości zachmurzenia ogólnego nieba[1],
- względne – stosunek usłonecznienia rzeczywistego do możliwego, eliminujący wpływ na wielkość usłonecznienia różnej długości dnia w różnych porach roku i na różnych szerokościach geograficznych[2].

Na mapach klimatycznych izolinia łącząca punkty o takich samych wartościach usłonecznienia nosi nazwę izohela.

## Problemy
Termin ten jest problematyczny, ze względu na trudność rzeczywistego oddzielenia promieniowania bezpośredniego od rozproszonego. Próbuje się go rozwiązać poprzez stosowanie ustandaryzowanych heliografów. Wartość progowa nasłonecznienia, od której liczone są godziny słoneczne, jest równa 120 W/m²; starsze urządzenia miały wyższy próg, zatem sumarycznie podawały mniejsze wartości usłonecznienia.